# Министерство транспорта Латвии
Министерство транспорта Латвии (латыш. Latvijas Republikas Satiksmes ministrija) является одним из министерств Латвии. Расположено в Риге на улице Эмилии Беньямин, д. 3. На 2024 год главой министерства является Каспарс Бришкенс.
Министерство сообщения является основным учреждением государственного управления в отрасли транспорта и связи.
Транспортная отрасль включает в себя такие подотрасли, как железная дорога, автомобильное сообщение, мореходство и авиация, а также сферу пассажирских перевозок, транзитных перевозок и перевозок опасных грузов. Подотрасль автомобильного сообщения включает в себя сферу автотранспорта, автодорог и безопасности дорожного сообщения. Отрасль связи включает в себя подотрасли электронной связи (в том числе каналы связи и передачи данных сферы государственного управления) и почты.

## Функции министерства
1. Определение политики отрасли транспорта и связи путем разработки проектов документов планирования политики, а также осуществления надзора над исполнением предусмотренных документами планирования мероприятий;
2. Разработка проектов правовых нормативных актов отрасли транспорта и связи;
3. Представительство государственных интересов и сотрудничество с институциями Европейского Союза и международными институциями и третьими странами;
4. Планирование бюджетных программ, включаемых в закон о государственном бюджете на очередной год;
5. Обеспечение долгосрочного и эффективного управления отраслью транспорта и связи;
6. Правовое обеспечение отрасли транспорта и связи;
7. Надзор над подчиненными учреждениями отрасли транспорта;
8. Управление долями государственного капитала в отраслевых капитальных обществах;
9. Управление недвижимым имуществом отрасли транспорта и связи;
10. Обеспечение безопасного и эффективного использование воздушного пространства Латвийской Республики.

## Подчинённые структуры
- Агентство гражданской авиации Латвии[2].
- Морское управление Латвии[3].
- Бюро по расследованию аварий и происшествий на транспорте[4].